# Бирка (финансы)

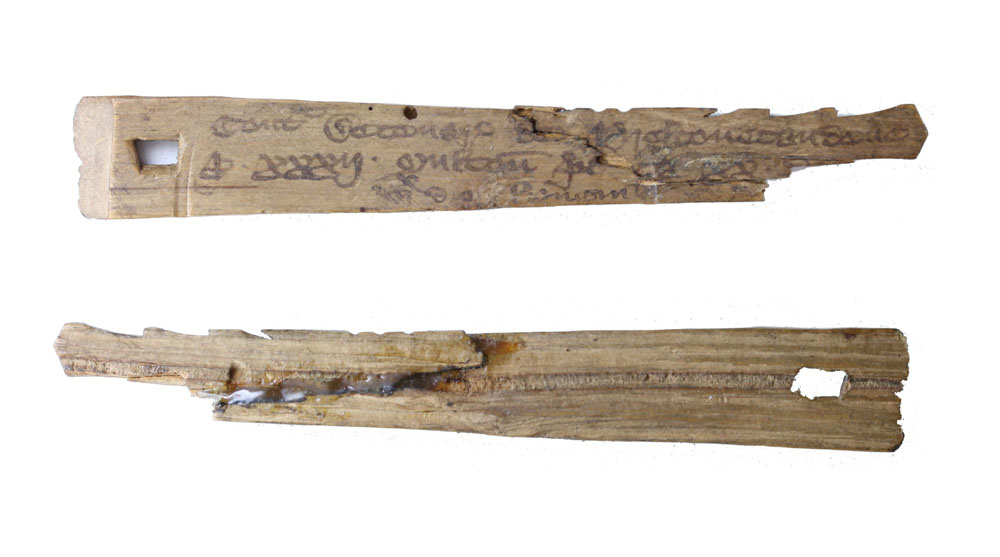
Английская средневековая бирка (вид сверху и снизу) — длинная часть (stock)

Бирка (от швед. björk, берёза) — изначально, обструганная палочка, плашка из берёзы или другой мягкой древесины, использовавшаяся для предварительной фиксации имущественных отношений между сторонами. При «оформлении» бирки как финансового документа на неё наносились зарубки по всей ширине плашки, после чего её расщепляли по вертикали. Тем самым каждая из сторон получала на руки «копию» документа. При завершении сделки половинки бирки, предъявленные сторонами имущественной сделки (должником и кредитором, поставщиком товара и плательщиком и т. п.) сличались, после чего производился окончательный взаиморасчёт. Факт погашения задолженности подтверждался следующим образом: половинки «складывались вместе, на них посредством нарезок делались соответствующие изменения, и затем половинки снова отдавались контрагентам».
Поскольку имена участников сделки на бирках не фиксировались, как финансовый инструмент они были в известной степени схожи с анонимным векселем.
Бирки, называвшиеся в Западной Европе англ. tally, фр. taille, широко использовались в средние века в расчётах, участники которых были часто неграмотны. По той же причине бирки активно использовались в хозяйственной практике, а положения о них фигурировали в законодательстве Российской империи вплоть до 1917 года.
В Англии оборот бирок был узаконен около 1100 года при короле Генрихе I. Механизм эмиссии таких «деревянных денег» был следующим. Изготовлялись бирки, после чего их расщепляли, и длинную часть бирки (stock) использовалась для приобретения чего-либо нужного королю или выплаты кому-либо королевского жалования. Потом эти палочки stock принимались обратно в качестве налогов по насеченному на них номиналу — операция, для которой и был нужен контроль подлинности путем сравнения с хранимой для контроля короткой частью бирки (foil), то есть совпадение частей бирок означало погашение долга перед казной.
В музее Банка Англии имеется экземпляр бирки, денежный эквивалент которой соответствует современным 25 тысячам фунтов стерлингов.
В Российской империи половинки бирок привязывали, в том числе, к кулям с мукой и другими сыпучими грузами, перед их отправкой покупателю. В этих случаях бирки играли роль платёжного требования. Именно из этой сферы использования слово «бирка» в дальнейшем перешло на любой ярлык (впоследствии не обязательно деревянный), прикрепляемый к товару. См. Этикетка.
Законодательство Российской империи строго регулировало финансовую ответственность сторон, зафиксированную нарезками на бирках. Устанавливалось, что бирки

…могут, однако, служить полным доказательством против получавшего товары или припасы или пользовавшегося работой мастеровых, если он, продержав у себя бирку, на которой отмечены получение и уплаты, более недели с того времени, как данная статья на ней отмечена, не заявил протеста против их верности.

Если же бирка без вины лавочника, поставщика или мастерового потеряна, то для доказательства подлинности другого оставшегося у него образца оной он может быть допущен к присяге.— Энциклопедический словарь Брокгауза и Ефрона